# 蛋白质代谢
蛋白质代谢 (英語：Protein metabolism) 是指负责蛋白质和氨基酸合成（合成代谢）以及蛋白质分解代谢的各种生物化学过程。
蛋白质合成的步骤包括转录、翻译和翻译后修饰。在转录过程中，RNA聚合酶转录细胞中DNA的编码区，产生RNA序列，特别是信使RNA (mRNA)。该mRNA序列包含密码子：3个核苷酸长的片段，编码特定氨基酸。核糖体将密码子翻译成各自的氨基酸。 在人类中，非必需氨基酸是由主要代谢途径（如柠檬酸循环）中的中间体合成的。 必需氨基酸必须被消耗，并在其他生物体中制造。氨基酸通过肽键连接起来形成多肽链。然后，该多肽链经过翻译后修饰，有时与其他多肽链连接形成具有完全功能的蛋白质。
膳食蛋白质首先被胃肠道中的各种酶和盐酸分解成单个氨基酸。这些氨基酸被吸收到血液中，然后被输送到肝脏，再输送到身体的其他部位。吸收的氨基酸通常用于制造功能性蛋白质，但也可能用于产生能量。 它们也可以转化为葡萄糖。 然后，这种葡萄糖可以转化为甘油三酯并储存在脂肪细胞中。
蛋白质可以被称为肽酶的酶分解，也可以因变性而分解。蛋白质可以在不适合其生长的环境条件下变性。

## 蛋白质合成
蛋白质合成代谢是蛋白质由氨基酸形成的过程。它依赖于五个过程：氨基酸合成、转录、翻译、翻译后修饰和蛋白质折叠。蛋白质由氨基酸制成。在人类中，一些氨基酸可以使用已经存在的中间体合成。这些氨基酸被称为非必需氨基酸。必需氨基酸需要人体内不存在的中间体。这些中间体必须被摄入，主要是通过食用其他生物。

### 多肽合成

#### 转录

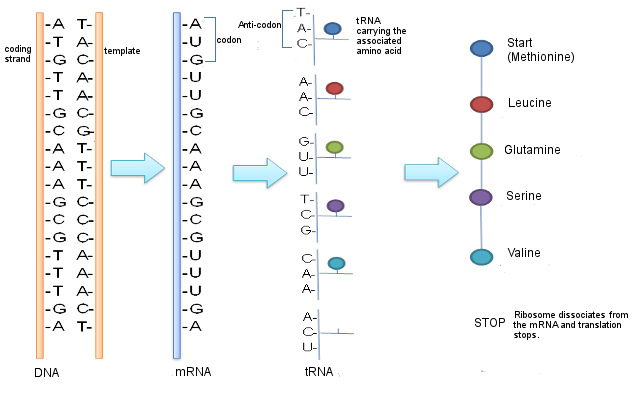
DNA被转录为mRNA，mRNA再被翻译成氨基酸。

在转录过程中，RNA聚合酶读取DNA链并产生可进一步翻译的mRNA链。为了启动转录，要转录的DNA片段必须是可接近的（即不能紧密堆积）。一旦DNA片段是可接近的，RNA聚合酶就可以通过将RNA核苷酸与模板DNA链配对来开始转录编码DNA链。在初始转录阶段，RNA聚合酶在DNA模板链上寻找启动子区域。

#### 翻译
在翻译过程中，核糖体将mRNA（信使RNA）序列转换为氨基酸序列。mRNA的每个3碱基对长片段都是一个密码子，与一个氨基酸或终止信号相对应。 氨基酸可以有多个与之对应的密码子。核糖体不会直接将氨基酸附着到mRNA密码子上。

#### 翻译后修饰

賴氨酸 (氨基酸) 的甲基化

肽鏈合成後，仍必須進行修飾。翻译后修饰可以發生在蛋白質摺疊之前或之後。翻譯後修飾肽鏈的常見生物方法包括甲基化、磷酸化和二硫鍵形成。

#### 蛋白質摺疊
細胞中的多肽鏈不一定要保持線性；它可以變得支離或折疊在自己身上。多肽鏈折疊的特定方式取決於它們所處的溶液。事實上，所有氨基酸都含有不同特性的R基團，這是蛋白質摺疊的主要原因。

## 蛋白质分解
蛋白质分解代谢是蛋白质分解为氨基酸的过程。这也称为蛋白酶解，随后可发生进一步的氨基酸降解。

### 透過酶分解蛋白質

#### 蛋白酶
蛋白酶 (又称肽酶 peptidase) 原本被認為只會破壞酶反應，但實際上卻能透過裂解作用幫助蛋白質分解，並產生之前沒有的新蛋白質。蛋白質酶也有助於調節代謝途徑。

#### 外肽酶
外肽酶是一種可以裂解氨基酸側鏈末端的酶，主要是透過加水來完成。外肽酶存在於小腸中。

#### 内肽酶
內肽酶是一種酶，可將水加到肽鏈中的內部肽鍵上，然後斷開該肽鍵。 三種常見的內肽酶來自於胰腺，分別是胃蛋白酶、胰蛋白酶和糜蛋白酶。

### 透過環境變化進行蛋白質分解

#### pH值
細胞蛋白質保持在相對穩定的pH值，以防止胺基酸的質子化狀態改變。

#### 溫度
當環境溫度升高時，分子會移動得更快。氫鍵和疏水相互作用是蛋白質中重要的穩定力量。